# Wolfgang Seidel
Wolfgang Seidel (Dresden, 4 juli 1926 – München, 1 maart 1987) was een autocoureur uit Duitsland. Hij nam tussen 1953 en 1962 deel aan 12 Grands Prix Formule 1 voor de teams Scuderia Centro Sud, Rob Walker Racing Team en Lotus, maar scoorde hierin geen WK-punten.